# Perrigny (Jura)
Perrigny és un municipi francès situat al departament del Jura i a la regió de Borgonya - Franc Comtat. L'any 2007 tenia 1.543 habitants.

## Demografia

### Població
El 2007 la població de fet de Perrigny era de 1.543 persones. Hi havia 671 famílies de les quals 222 eren unipersonals (89 homes vivint sols i 133 dones vivint soles), 263 parelles sense fills, 158 parelles amb fills i 28 famílies monoparentals amb fills.
La població ha evolucionat segons el següent gràfic:
Habitants censats

### Habitatges
El 2007 hi havia 749 habitatges, 677 eren l'habitatge principal de la família, 17 eren segones residències i 55 estaven desocupats. 549 eren cases i 201 eren apartaments. Dels 677 habitatges principals, 505 estaven ocupats pels seus propietaris, 166 estaven llogats i ocupats pels llogaters i 6 estaven cedits a títol gratuït; 31 tenien dues cambres, 108 en tenien tres, 210 en tenien quatre i 327 en tenien cinc o més. 536 habitatges disposaven pel capbaix d'una plaça de pàrquing. A 336 habitatges hi havia un automòbil i a 273 n'hi havia dos o més.

### Piràmide de població
La piràmide de població per edats i sexe el 2009 era:
| Homes | Edats   | Dones |
| ----- | ------- | ----- |
| 0     | 95 o +  | 0     |
| 4     | 90 a 94 | 4     |
| 8     | 85 a 89 | 20    |
| 16    | 80 a 84 | 24    |
| 36    | 75 a 79 | 52    |
| 64    | 70 a 74 | 36    |
| 48    | 65 a 69 | 72    |
| 44    | 60 a 64 | 56    |
| 48    | 55 a 59 | 36    |
| 48    | 50 a 54 | 52    |
| 68    | 45 a 49 | 44    |
| 48    | 40 a 44 | 68    |
| 52    | 35 a 39 | 60    |
| 52    | 30 a 34 | 52    |
| 60    | 25 a 29 | 52    |
| 36    | 20 a 24 | 40    |
| 52    | 15 a 19 | 24    |
| 40    | 10 a 14 | 52    |
| 52    | 5 a 9   | 48    |
| 36    | 0 a 4   | 32    |

## Economia
El 2007 la població en edat de treballar era de 916 persones, 657 eren actives i 259 eren inactives. De les 657 persones actives 619 estaven ocupades (317 homes i 302 dones) i 38 estaven aturades (21 homes i 17 dones). De les 259 persones inactives 108 estaven jubilades, 73 estaven estudiant i 78 estaven classificades com a «altres inactius».

### Ingressos
El 2009 a Perrigny hi havia 680 unitats fiscals que integraven 1.518 persones, la mediana anual d'ingressos fiscals per persona era de 19.482 €.

### Activitats econòmiques
Dels 124 establiments que hi havia el 2007, 4 eren d'empreses extractives, 5 d'empreses alimentàries, 4 d'empreses de fabricació de material elèctric, 2 d'empreses de fabricació d'elements pel transport, 10 d'empreses de fabricació d'altres productes industrials, 10 d'empreses de construcció, 46 d'empreses de comerç i reparació d'automòbils, 5 d'empreses de transport, 6 d'empreses d'hostatgeria i restauració, 1 d'una empresa d'informació i comunicació, 4 d'empreses financeres, 5 d'empreses immobiliàries, 11 d'empreses de serveis, 5 d'entitats de l'administració pública i 6 d'empreses classificades com a «altres activitats de serveis».
Dels 21 establiments de servei als particulars que hi havia el 2009, 4 eren tallers de reparació d'automòbils i de material agrícola, 2 tallers d'inspecció tècnica de vehicles, 3 paletes, 1 guixaire pintor, 2 fusteries, 3 lampisteries, 1 electricista, 1 perruqueria, 3 restaurants i 1 agència immobiliària.
Dels 8 establiments comercials que hi havia el 2009, 2 eren supermercats, 1 una botiga de menys de 120 m², 1 una fleca, 1 una carnisseria, 1 una peixateria, 1 una botiga d'electrodomèstics i 1 una joieria.
L'any 2000 a Perrigny hi havia 9 explotacions agrícoles.

## Equipaments sanitaris i escolars
L'únic equipament sanitari que hi havia el 2009 era una farmàcia.
El 2009 hi havia 1 escola maternal i 1 escola elemental.

## Poblacions més properes
El següent diagrama mostra les poblacions més properes.